# Owrażnaja-Nowaja
Owrażnaja-Nowaja (ros. Овражная-Новая) – przystanek kolejowy w miejscowości Owrażnoje, w rejonie czerniachowskim, w obwodzie królewieckim, w Rosji. Położony jest na linii Pojegi - Czerniachowsk.

## Historia
Stacja kolejowa powstała w XIX w., gdy te tereny należały do Niemiec. Nosiła wówczas nazwę Blumental. Przebudowana do przystanku po upadku Związku Sowieckiego.